# Parco nazionale El Tamá (Venezuela)
Il parco nazionale El Tamá è un'area naturale protetta situata tra gli stati venezuelani di Táchira e di Apure, al confine con la Colombia. Il parco è stato istituito il 7 marzo 1979.

## Flora

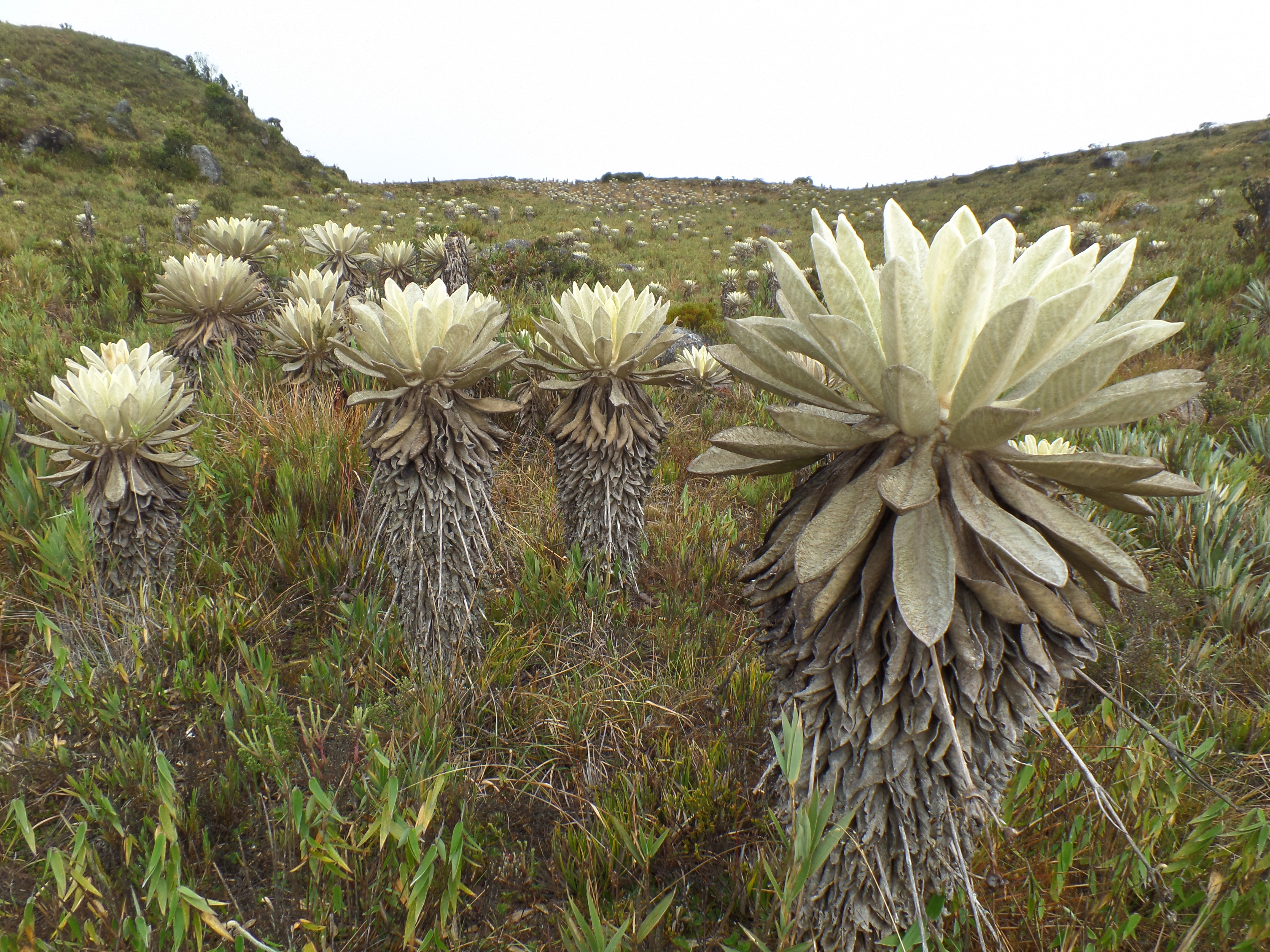